# Qikiqtanajuk Island
Qikiqtanajuk Island är en ö i Kanada.   Den ligger i territoriet Nunavut, i den nordöstra delen av landet, 2 800 km norr om huvudstaden Ottawa. Arean är 5,1 kvadratkilometer.
Terrängen på Qikiqtanajuk Island är platt. Öns högsta punkt är 51 meter över havet. Den sträcker sig 2,0 kilometer i nord-sydlig riktning, och 4,0 kilometer i öst-västlig riktning.